# Zhang (namn)
Zhang är ett av de allra vanligaste kinesiska efternamnen. Det förekommer också på koreanska. Det skrivs traditionellt 張, förenklat 张, pinyin Zhāng. I äldre kinesiska och i koreansk transkription skrivs det Chang. En tredje äldre transkription är Tschang. Alla tre namnformerna behandlas här.
Några andra kinesiska efternamn med samma eller liknande uttal har också dessa transkriptioner. De skrivs på samma sätt med traditionell och förenklad skrift:
- 章 pinyin Zhāng
- 常 pinyin Cháng

Den 31 december 2014 var följande antal personer bosatta i Sverige med namnen eller namnvarianterna
- Zhang 1 678
- Chang 245
- Tchang 7

Tillsammans blir detta 1 930 personer.

## Personer med efternamnet skrivet Zhang
Personer utan angiven nationalitet är från Kina
- Kejsarinnan Zhang (1471–1541), gift med Hongzhi-kejsaren

### A
Män
- Zhang Anda (född 1991), snooker-spelare

### B
Män
- Zhang Binglin (1868–1936), filolog, filosof och revolutionär

Kvinnor
- Zhang Baozhu (död 1644), kejsarinna, gift med Tianqi-kejsaren

### C
Män
- Zhang Chenglong (född 1989), gymnast
- Zhang Chunqiao (1917–2005), kommunistisk politiker, medlem av de fyras gäng
- Zhang Chunxian (född 1953), kommunistisk politiker, partichef i Xinjiang

### D
Män
- Zhang Dejiang (född 1946), kommunistisk politiker
- Zhang Dong (född 1996), kanotist

Kvinnor
- Zhang Dan (född 1985), konståkare på skridskor
- Zhang Di (född 1968), judoutövare

### F
Män
- Zhang Fei (167–221), general från kungadömet Shu
- Feng Zhang (född 1981), kinesisk-amerikansk molekylärbiolog

### G
Män
- Zhang Gaoli (född 1946), kommunistisk politiker
- Zhang Guohua (1914–1972), kommunistisk politiker och militär
- Zhang Guotao (1897–1979), en av grundarna av Kinas kommunistiska parti

### H
Män
- Zhang Hao (född 1984), konståkare på skridskor
- Zhang Heng (78–139), författare, vetenskapsman och statsman

Kvinnor
- Zhang Hong (född 1988), skridskoåkare
- Zhang Hui (född 1959), basketspelare
- Zhang Huoding (född 1971), pekingopera-artist

### J
Män
- Zhang Jike (född 1988), bordtennisspelare
- Zhang Jingwu (1906–1971), kommunistisk politiker och generallöjtnant
- Zhang Jinjing (född 1977), gymnast
- Zhang Jun (född 1977), badmintonspelare
- Zhang Jun (född 1998), gångare
- Zhang Juzheng (1525–1582), ämbetsman och politiker

Kvinnor
- Zhang Jie (född 1937), författare
- Zhang Jiewen (född 1981), badmintonspelare
- Zhang Juanjuan (född 1981), bågskytt

### L
Män
- Zhang Liao (169–222), general
- Zhang Lin (född 1987), simmare

Kvinnor
- Lijia Zhang (född 1964), författare och journalist
- Zhang Linli (född 1973), löpare
- Lirong Zhang (född 1973), löpare

### N
Män
- Zhang Nan (badminton) (född 1990), badmintonspelare

Kvinnor
- Zhang Nan (född 1986), gymnast
- Zhang Ning (född 1975), badmintonspelare

### P
Kvinnor
- Zhang Peijun (född 1958), handbollsspelare

### Q
Män
- Zhang Qian (195–113 f.Kr.), resenär och diplomat
- Zhang Qingli (född 1951), kommunistisk politiker
- Zhang Qun (1889–1990), kuomintang-politiker, premiärminister

### S
Kvinnor
- zhang Shuo (född 1984), gymnast

### W
Män
- Zhang Wei (född 1956), författare
- Zhang Wentian (1900–1976), kommunistisk politiker, partiets generalsekreterare

Kvinnor
- Zhang Weihong (född 1963), handbollsspelare
- Zhang Wenxiu (född 1986), släggkastare

### X
Män
- Zhang Xiangxiang (född 1983), tyngdlyftare
- Zhang Xiaoping (född 1982), amatörboxare
- Zhang Xielin (född 1940), bordtennisspelare
- Zhang Xueliang (1901–2001), politiker och krigsherre
- Zhang Xun (1854–1923), politiker och krigsherre

Kvinnor
- Zhang Xiaohuan (född 1980), konstsimmare

### Y
Män
- Zhang Yanquan (född 1994), simhoppare
- Zhang Yimou (född 1950), filmregissör

Kvinnor
- Zhang Yawen (född 1985), badmintonspelare
- Zhang Yimeng (född 1983), landhockeyspelare
- Zhang Yingying (född 1990), långdistanslöpare
- Zhang Yining (född 1981), bordtennisspelare
- Zhang Yueqin (född 1960), basketspelare

### Z
Män
- Zhang Zhaoxu (född 1985),basketspelare
- Zhang Zhidong (1837–1909), statsman
- Zhang Zhilei (född 1983), amatörboxare
- Zhang Zongchang (1881–1932), general och krigsherre
- Zhang Zuolin (1875–1928), militär och politiker, krigsherre

Kvinnor
- Zhang Zilin (född 1984), Miss World 2007
- Zhang Ziyi (född 1979), skådespelare

## Personer med efternamnet skrivet Chang eller Tchang

### Män
- Franklin R. Chang-Diaz (född 1950), costaricansk-amerikansk astronaut
- Carsun Chang (1887–1969), kinesisk filosof och socialdemokratisk politiker
- Chang Cheng-Hsien (född 1967), taiwanesisk basebollspelare
- Chang Eun-Kyung (1951–1979), sydkoreansk judoutövare
- Chang Hsin-hai (1898–1972), kinesisk-amerikansk författare och diplomat
- Jolan Chang (1917–2002), kinesisk filosof och författare, bosatt i Stockholm
- Michael Chang (född 1972), amerikansk tennisspelare
- Chang Myon (1899–1966), sydkoreansk politiker och diplomat
- P. C. Chang (1892–1957), kinesisk filosof, diplomat och dramatiker
- Chang Wen-Chung (född 1968), taiwanesisk basebollspelare
- Chang Yaw-Teing (född 1965), taiwanesisk basebollspelare
- Chang Yongxiang (född 1983), kinesisk brottare
- Chang, fiktiv yrkesmördare i James Bond
- Tchang Tchong-Jen, fiktiv kinesisk person i serieböckerna om Tintin
- Tchang Tsou Seng (1879–1925), kinesisk diplomat, minister i Stockholm

### Kvinnor
- Eileen Chang (1920–1995), kinesisk-amerikansk författare
- Chang Eun-Jung (född 1970), sydkoreansk landhockeyspelare
- Iris Chang (1968–2004), amerikansk författare och historiker
- Jung Chang (född 1952), kinesisk-brittisk författare
- Chang Sang (född 1939), sydkoreansk politiker, premiärminister
- Sarah Chang (född 1980), amerikansk violinist av koreansk börd
- Chang Si (född 1986), kinesisk konstsimmare
- Chang Yuan (född 1997), kinesisk boxare